# 神田西福田町
神田西福田町（日语：／ Kanda-nishi-fukudachō */?）是東京都千代田區的町名。2013年8月1日為止的人口為12人。郵遞區號101-0037。

## 地理
位於千代田區東北部。北與神田紺屋町間以神田金物通（神田金物通り）為界，東與岩本町間以昭和通為界，南鄰神田美倉町，西接鍛冶町。本町是神田站東口商業區的一角，多辦公大樓與商店。

## 歷史
古時為福田村。1869年（明治2年）成立東、西福田町。

### 地名由來
來自前身的福田村。東福田町在1965年（昭和40年）併入岩本町。

## 交通
町域內無鐵道站，可利用西側的神田站、南側的總武快速線新日本橋站、東側的東京地下鐵日比谷線小傳馬町站。

## 設施
- 昭和部品
- 北川製作所

## 備註
1. ↑  千代田区ホームページ - 町丁別世帯数および人口（住民基本台帳）：平成25年8月1日現在 的存檔，存档日期2013-10-27.
2. ↑  .   [2013-08-16]. （原始内容存档于2020-10-17）.